# Lunca de Sus, Harghita
Lunca de Sus (în maghiară Gyimesfelsőlok) este satul de reședință al comunei cu același nume din județul Harghita, Transilvania, România.